# رواية الديكتاتور
رواية الديكتاتور (بالإسبانية: Novela del dictador)‏ هي أحد أشكال الأدب الروائي في أمريكا اللاتينية، التي تركز على إبراز صورة الشخصيات الديكتاتورية في المجتمع الأمريكي اللاتيني. وعبر استخدام أسلوب الكاودييسمو أو شخصية الرجل السياسي القائد، فإن هذه الروايات تبحث عن العلاقة بين السلطة والديكتاتورية والكتابة. وعادة ما تكون رواية الديكتاتور رمزًا لدور الكاتب في المجتمع الأمريكي اللاتيني. وعلى الرغم من أنها ترتبط في أغلبها بالبوم الأمريكي اللاتيني في فترة الستينات والسبعينات، إلا أنها انطلقت بداية من رواية فاكوندو، الرواية الرائدة لهذا النوع، عام 1845 للكاتب الأرجنتيني دومينغو فاوستينو سارمينتو، التي بدأت عملية النقد غير المباشر لنظام الطاغية خوان مانويل دي روساس، في الفترة من عام 1835 حتى عام 1852، إضافة إلى شخصية القائد الآخر فاكوندو كيروجا. وتُمثل فاكوندو جنبًا إلى جنب كل من أماليا والمسلخ الثلاثية الروائية الموجهة ضد روساس. ولا يهدف هذا النوع الأدبي إلى التركيز على شخصيات تاريخية ديكتاتورية بعينها، بل دراسة طبيعة القيادة وشخصياتها القيادية بشكل عام.
وحتى يُصنف أي عمل روائي إلى رواية الديكتاتور، فإن الحبكة يجب أن تتطرق إلى موضوعات سياسية تاريخية ودراسة نقدية للطبيعة السلطوية للديكتاتور مع بعض الانعكاسات للمفهوم ذاته. وبالرغم من ذلك، فإن هناك بعض روايات الديكتاتور التي ركزت على شخصية تاريخية بعينها، وإن كانت بشكل غير مباشر وتحت غطاء الخيال والإبداع، متجاهلة الشق الاقتصادي والسياسي للحكم، كما هو الحال في الكتب التاريخية. وتتضمن رواية الديكاتور بعض الأعمال الأخرى مثل رواية أنا الأعلى عام 1974 لأوجستو روا باستوس، التي تدور حول شخصية ونزاعات الديكتاتور والسياسي خوسيه جاسبر رودريجيث دي فرانثيا، الذي حكم باراغواي فيما بين عامي 1814 و1840؛ وحفلة التيس عام 2000 لماريو بارجاس يوسا عن ديكتاتور جمهورية الدومينيكان رافائيل تروخيو، الذي تولى الحكم من عام 1930 حتى اغتياله عام 1961. وعلى وجه آخر، كان هناك بعض الكتاب الذين يبتدعون شخصيات ديكتاتورية خيالية للوصول للغاية ذاتها، كما في رواية أسباب الدولة عام 1974 لأليخو كاربنتيير، التي تتناول شخصية ديكتاتور تمتزج بصفات شخصيات ديكتاتورية أخرى سابقة. وكان لرواية الديكتاتور أثرًا كبيرًا على تطور الأدب الأمريكي اللاتيني، حيث رفض العديد من الروائيين اِتباع الأسلوب السردي القصصي التقليدي، وطوروا أساليب السرد بحيث تذوب الفروق بين القارئ والراوي والشخصيات والقصة. كما عبر الكتاب عن دورهم كحماة للفكر والحكمة في المجتمع عن طريق تحليلهم للأدوار القيادية في هذه الروايات. وعلى خلفية ذلك، قرر الرواة تقييم دورهم الاجتماعي بوصفهم ناشري الحكمة الأبوية، مثلما يتحدوا نظام القائد السائد في رواياتهم الديكتاتورية.

## السياق الأدبي
يرى الناقد الأدبي روبرتو جونثاليث إتشيباريا أن رواية الديكتاتور تُعد الموضوع التقليدي الخاص بالسكان الأصلين الأكثر وضوحًا داخل الأدب الأمريكي اللاتيني، وأشار إلى أن عملية تطويرها ترجع إلى المؤرخين الرئيسيين الإسبان برنال دياث ديل كاستييو وفرانثيسكو لوبيث دي جومارا أثناء غزو كورتيس للمكسيك.
وعلى الرغم من وجود بعض الأعمال المعنية بالقوى السياسية في القرن التاسع عشر، إلا أن رواية الديكتاتور ارتبطت بوضوح بحركة البوم الأمريكي اللاتيني في العقدين السادس والسابع من القرن العشرين. ويرى الناقد الأدبي خيرالد مارتين أن رواية الديكتاتور وضعت النهاية لحركة البوم، مشيرًا بذلك إلى رواية أنا الأعلى، التي وضعت النهاية لفترة كاملة بتاريخ أمريكا اللاتينية، الفترة التي بدأت برواية فاكوندو لسارمينتو عام 1845. وركزت الكثير من روايات الديكتاتور في عقد السبعينات على شخصية الديكتاتور الهرم صاحب السلطة المطلقة التي يخشى زوالها. إلى أن قدم كل من غارثيا ماركيث وروا باستوس وكاربنتيير رؤيتهم للموضوع من وجهة نظر الديكتاتور نفسه ليكون بذلك منظورًا واضحًا لرؤية الموضوع العالمية. وتظهر رواية أماليا عام 1851 لخوسيه مارمول التسلسل الزمني لظهور روايات الديكتاتور، حيث قام مارمول بمهاجمة خوان مانويل دي روساس بشكل مستمر وواضح.

## التعريف
وفقًا لرؤية الناقد الأدبي خيرالد مارتين، فإن رواية السيد الرئيس للكاتب ميجيل أنخيل أستورياس، التي كُتبت عام 1933، ولم تُنشر حتى عام 1946، تُعد أول رواية ديكتاتور حقيقية. وقد تلتها بعض الأعمال الأخرى التي لعب بطولتها شخصية الديكتاتور مثل بوروندون العظيم- بورندا قد مات لخورخي ثالاميا، إلا أن هذا النوع لم يلق الرواج الحقيقي حتى أعيدت صياغتها عقب البوم الأمريكي اللاتيني أثناء الأجواء السياسية للحرب الباردة.
عادت موضة رواية الديكتاتور إلى الظهور في عقد السبعينات، قرب انتهاء ظاهرة البوم. وبدوره، علق شارون كيفي أجالدي قائلًا «تُعد فترة السبعينات علامة فارقة في تطور رواية الديكتاتور في الأدب الأمريكي اللاتيني، والتي تميزت بصفتين مجددتين على الأقل، أولهما تغير وجة النظر تجاه الديكتاتور الحاكم، وثانيهما تقديم منظور جديد لطبيعة اللغة». وبذلك، قدمت كل من روايتي خريف البطريرك وأنا الأعلى رؤية جديدة أكثر عمقًا للبطل الديكتاتور، حيث عاد الديكتاتور ليصبح بطلًا ويُرى العالم على الأغلب من منظوره الشخصي. وأشارت كيفي أجالدي أنه مع المنظور الجديد للغة، أدرك الكثير من الكتاب أن سلطة الطاغية تحولت وخضعت لتأثير اللغة.
ولم تُدرج رواية الديكتاتور ضمن الأسماء الشائعة إلا في عقد السبعينات عقب وجود عدد كبير من الكتاب الأمريكيين اللاتينيين، الذين نشروا أعمالًا تتناول الأنظمة العسكرية، وذلك وفقًا لرؤية رايموند ويليماس. وعرف الرواية قائلًا أنها عمل يستند إلى المعلومات التاريخية لخلق رؤى تخيليلة متعددة للشخصيات الديكتاتورية. وبهذه الطريقة، فإن المؤلف يستخدم لحالة معينة ليُشير بها للكل كظاهرة عامة؛ وهناك الكثير من الروايات التي تُركز على نظام ديكتاتور بعينه. ويأتي من هذه الفئة التي تُسلط الضوء على شخصية محورية بعينها كل من محادثة في الكاتدرائية عام 1969 لبارجاس يوسا ومأساة القائد العام عام 1984 لدينثيل روميرو وكنت خائفًا من الدم؟ عام 1977 لسيرخيو راميريث، والتي تناولت المجتمع النيكاراغوي تحت طاغية سوموثا، والتي تم وصفها رواية الديكتاتور بلا ديكتاتور

## الأسلوب والموضوع
جمعت رواية الديكتاتور بين الأساليب السردية المشتقة من الحداثة وما بعد الحداثة. وقد تشكلت تقنيات ما بعد الحداثة في الستينات والسبعينات، وتضمنت استخدام المونولوجات الداخلية وتيار الوعي الراديكالي والتجزئة وتعدد وجهات النظر السردية والمفردات المستحدثة وأساليب السرد المبتكرة وغياب السببيبة. ويُعد أليخو كاربنتيير واحدًا من كتاب البوم ورواية الديكتاتور الذين أثروا في الواقعية السحرية، التي لم تكن مطلبًا ضمنيًا لكتابات رواية الديكتاتور.
السلطة هي الموضوع السائد في رواية الديكتاتور، فهي مرتبطة ارتباطًا وثيقًا ومباشرًا بالديكتاتورية. ووفقًا لميشيل بالديث مويسيس في مراجعته لحفلة التيس عام 2002 «إن صمود رواية الديكتاتور في  أمريكا اللاتينية هو تمامًا كقوة صمود الديكتاتورية ذاتها». ولذلك، احتلت رواية السيد الرئيس مكانة هامة وسط القراء بعرضها مواقف سياسية تشجب سلطة الحكام المستبدين في أمريكا اللاتينية. وباعتبارها معبرة عن مواقف سياسية، فقد تحدى كتاب هذا النوع الأدبي السلطة الديكتاتورية، واضعين رابطًا بين السلطة والكتابة والقوة المنبثقة من أقلامهم. وعلى سبيل المثال، تدور رواية أنا الأعلى حول الفكرة الرئيسية للعلاقة بين اللغة والقوة الكامنة في جميع أشكالها، وهي القوة التي غالبًا ما تكون موجودة في هدم التواصل.
الترابط بين طغاة أمريكا اللاتينية وإمبريالية الولايات المتحدة الأمريكية من الموضوعات المتكررة في رواية الديكتاتور، والتي ازداد أهميتها في البوم الأمريكي اللاتيني. وعلى سبيل المثال، نعم تروخيو في رواية حفلة التيس بالدعم المادي المقدم من وكالة الاستخبارات المركزية الأمريكية لأكثر من 32 عامًا، لتوجهاته المعادية للشيوعية، إلا أنه واجه معارضة كبيرة عقب خسارته.
اهتمت رواية الديكتاتور بموضوع الجندر، وركزت الصور الوطنية في أمريكا اللاتينية على أهمية النساء والرجال الأصحاء والسعداء والمنتجين والوطنيين على حد سواء. وغالبًا ما تعكس الكنوز الأدبية الوطنية البلاغة الحكومية في طريقها لترميز المواطنة الفاعلة الذكورية. تُعتبر الرجولة عنصرًا دائمًا ومتكررًا في رواية الديكتاتور. فثمة علاقة ما بين القلم والقضيب في أدب أمريكا اللاتينية، ولكن لا يُمكن تفسير هذا النمط مع الرجولة وحدها، فهو أمر أكثر تعقيدًا. ووفقًا لربيكا بيرون فإن: «حيث نجد الأوهام النسائية العنيفة الكارهة للرجولة، نجد أيضًا العلاقات الاجتماعية العنيفة بين الرجال والنساء الحقيقيين». وهناك الكثير من الأعمال الأدبية في أمريكا اللاتينية التي ترصد شخصيات رجولية عنيفة، على الرغم من أن النص يستعرض إجابات بديلة عن الأوهام النسائية المساعدة في تشكيل الهوية الذكورية.

## السياق التاريخي

### الحكام المستبدون في أمريكا اللاتينية
خضعت دول أمريكا اللاتينية بعد الاستقلال تحت تاثير قوى اليسار واليمين، متأثرة بما خلفه الاستعمار من رغبة أحد الأطراف في السيطرة على الآخر. وأمام هذا التاريخ الطويل، فإنه من غير المستغرب أن يكون هناك عدد كبير الروايات التي تدور حول ديكتاتور بعينه أو مشكلة الديكتاتورية. خلف الاستعمار ورائه صراعات عرقية دفعت البعض إلى الانقلاب عليه ومحاربته، حتى صار المحارب بطلًا، وهكذا يُصنع الديكتاتور. وحتى ينعم الديكتاتور بالسلطة المطلقة، فهو غالبًا ما يلغي الدستاتير والقوانين التي تمنع إعادة انتخابه. وعلى سبيل المثال، فإن الجنرال مانويل إسترادا كابريرا غير الدستور في غواتيمالا عام 1899 حتى تُتاح له الفرصة للترشح مرة أخرى للسلطة. وهناك الحكام المستبدون التي استندت عليهم بعض روايات الديكتاتور مثل رواية أنا الأعلى، فهي تستند إلى شخصية الديكتاتور الذي حكم باراغواي في بداية القرن التاسع عشر. وكان غالبًا الحكام المستبدون الذين تمحورت حولهم الروايات ما كانوا يحكمون بنفس الطريقة. وكما أشار جونثاليث إتشيباريا قائلًا: أنهم رجال عسكريون يتمعون بسلطة شخصية مطلقة. وكان من أساليبهم في التعامل مع معارضيهم النفي والسجن ومهاجمة حرية الصحافة وإنشاء حكومة مركزية تتمتع بقوة عسكرية فائقة مع السيطرة بشكل كامل على حرية الفكر. وفي عالم الخيال، فإن الطغاة يكتسبون بعض الخصائص مثل أنهم يمكن أن يستندوا إلى شخصية تاريخية، كما في خريف البطريرك، من مجموعة هويات متعددة، والتي بالأخير تُنتج واحدة جديدة. وبالتالي، تتحقق مكاسب عدة عبر التغلغل في نفسية الشخصية، ثم الدكتاتور، فلم يُعد ظلًا غير محسوس، ولكنه حقيقة ملموسة وواقع وحشي ودموي يقع في مركز قوة العمل الفني. وحددت غرابة أطوار حياة الطغاة وحشية التعامل مع ممارسة السلطة على شخصية الديكتاتور في الرواية. وبالتالي، نظر غارثيا ماركيث إلى الديكتاتور في روايته واطلق عليه اسم الحيوان الأسطوري، الذي أنتج في أمريكا الجنوبية. وعلى الرغم من النقد الحاد الذي تعرض له هؤلاء الحكام، فأنهم لطالما روجوا لنفس المبادئ، وهي المساوة ومشاركة ثروة البلاد وإعطاء الأولوية للتطور الصناعي. فقد أصر الرئيس البرازيلي إبيتاسيو بيسوا في عام 1919 على إبرام مشروع التنمية الذي اراده للبلاد دون موافقة الكونجرس. وقد أحست الحكومات الأمريكية اللاتينية الناشطة خلال فترة الكساد الكبير بقرب نهاية الاستعمار الجديد وظهور الحركات القومية في أمريكا اللاتينية مع زيادة نجاح التصنيع إحلال الواردات. وكان من محاسن انهيار التجارة العالمية ظهور الصناعات المحلية وملئ الأسواق بالمنتج المحلي عوضًا عن المستورد الأجنبي.
أما في القرن العشرين، فقد ظهرت شخصيات ديكتاتورية في أمريكا اللاتينية من أمثال سلالة فاميليا سوموثا في نيكاراغوا وألفريدو سترويسنر في باراغواي وأوغستو بينوشيه في تشيلي. أما عن التاثير الخارجي، تم انتقاد التدخل الخارجي من قبل الولايات المتحدة الأمريكية في شؤون تلك الدول. وكما أشار جارثيا كالدرون عام 1925، هل تريد السلام أم أنك ملزمًا بمصالح معينة؟ لذا فإن العلاقة بين الحاكم المستبد والإمبريالية الأمريكية كان موضوعًا متكررًا في رواية الديكتاتور، حيث تلقى هؤلاء الحكام الدعم المادي والعسكري من قبل الولايات المتحدة الأمريكية، ولكنهم لاحقًا انقبلوا عليها وشنوا الحملات المعادية ضدها للحصول على التأييد الشعبي. في حالة تروخيو، فقد ارتأة أنه لا شيء يُبشر بعودة شعبيته المتراجعة إلا مواجهة المعتدي اليانكي باسم الوطن.

## آباء الوطن
في اجتماع عقُد في 1967 بين كل من أليخو كاربنتيير وخوليو كورتاثر وميجيل أتيرو سيلبا وكارلوس فوينتس، أقروا مشروع أطلقوا عليه آباء الوطن، ويُهدف إلى خلق سير ذاتية لحكام أمريكا اللاتينية الديكتاتوريين. وبعد قرائته لرواية الرجل الوطني جور لإدموند ويلسون، والتي تناقش حالة ما بعد الحرب الأهلية الأمريكية، ذكر فونتس أنهم أرادوا كتابة أعمال مشابهة لهذه الرواية. فقرر بارجاس يوسا الكتابة عن مانويل أودريا، بينما كتب خورخي إدوارس عن خوسيه مانويل بالماثيدا، وكتب خوسيه دونسو عن ماريانو ميلجاريخو، أما خوليو كورتاثر فكتب عن إيفا بيرون. وعلى الرغم من عدم إكمال هذا المشروع، إلا أنه ساهم في الإلهام لروايات ظهرت من بعده لكتاب هامين خلال فترة البوم أمثال أليخو كاربنتيير وأوغستو روا باستوس وغابرييل غارثيا ماركيث وماريو بارجاس يوسا.

## تطور رواية الديكتاتور

### البدايات
كان من أوائل روايات الديكتاتور التي ظهرت على الساحة كل من فاكوندو لدومينغو فاوستينو سارمينتو وأماليا لخوسيه مارمول، اللتان تم نشرهما في القرن التاسع عشر. وتُعد كل الشخصيات الروائية للرجال المتسلطين في الأدب الأمريكي اللاتيني صورًا مختلفة لشخصيات رواية فاكوندو، التي عبارة عن أطروحة اجتماعية. احتوت رواية فاكوندوعلى هجوم غير مباشر على الشخصية الخيالية خوان فاكندو كيروجا، والتي تعكس ديكتاتورية خوان مانويل دي روساس، كما اشتملت على تحقيق واسع لتاريخ وثقافة الأرجننين. لعبت هذه الرواية دورًا رئيسًا في أدب أمريكا اللاتينية نظرًا لدراستها الواسعة لطبيعة الحياة هناك. هاجم سارمينتو في فاكوندو الديكتاتور خوان فاكوندو كيروغا الذي كان معارضًا لكل حركات التجديد والإصلاح في بلاده. وبعد عودته من المنفى، عمل سارمينتو على تطوير بلاده الأرجنتين حتى أصبح رئيسًا لها في الفترة ما بين عامي 1868 و1874. عملت روايته على تحليل الأدوات التي يستخدمها الديكتاتور للبقاء في السلطة. وبالنسبة لرواية أماليا لخوسيه مارمول، فتدور أحداثها في بوينس آيرس في فترة ما بعد الاستعمار. تنقسم الرواية إلى جزئين، وهي عبارة عن سيرة شبه ذاتية للكاتب ذاته. وناقشت الرواية فكرة تكون الديكتاتورية من بناء واحد وخضوعها لإرادة شخص واحد، منتهكة بذلك خصوصيات الفرد.

### روايات الديكتاتور الكلاسيكية
- السيد الرئيس (1946) للكاتب الغواتيمالي الدبلوماسي الحائز على جائزة نوبل ميجيل أنخيل أستورياس. على الرغم من أن أحداث الرواية لا تدور تحديدًا في غواتيمالا في القرن العشرين، إلا أن الكاتب استوحى شخصيته من فترة رئاسة مانويل استرادا كابريرا في الفترة من عام 1898 حتى 1920.[25] تدرس الرواية طبيعة الديكتاتورية وتأثيرها على المجتمع. وبسبب عدم تحديد زمان ومكان الأحداث، فقد خالفت هذه الرواية الأسلوب السردي لسابقاتها من روايات الديكتاتور.[48] استعان أستورياس بالفن السريالي في خلق الصور حالمة مع التشبيهات والتكرار والتركيب البنائي المختلف. كما استخدم الواقعية السحرية في أول ظهور لها ودمجها بها.[49] أثرت هذ الرواية في جيل كامل من الكتاب وأصبحت رمزًا والممهدة لظاهرة البوم في أمريكا اللاتينية.[49]
- بوروندون العظيم- بورندا قد مات (1951) رواية كولومبية لخورخي ثالاميا احتوت على تمهيد للأسلوب الروائي الذي استخدمه فيما بعد غابرييل غارثيا ماركيث.[50] تحكي الرواية قصة خيالية لاعتلاء الديكتاتور بوروندون سدة الحكم مع مقتطفات من حياته ونظامه، ومن ثم وصف لجنازته المهيبة. ولكن تم اكتشاف اختفاء جثة الديكتاتور بوروندون يوم جنازته[19] مع استبدالها ببغاء ميت كبير ومنتفخ، تم تغطيته بأوراق ومجلات ورسائل رسمية.[17]
- تصور رواية حفل الملك آكاب (1964) للكاتب إنريكي لافوركادي قصة خيالية للديكتاتور ثيسار أليخاندرو كارييو آكاب، وقد وجهت هذه الرواية نقدًا لاذعًا لنظام تروخيلو الديكتاتوري آنذاك.[51]
- رواية أسباب الدولة (1974) لأليخو كاربنتيير، هي عبارة عن توليفة من الشخصيات التاريخية الديكتاتورية من أمريكا اللاتينية، وعلى وجه الخصوص، ديكتاتور كوبا خيراردو ماتشادو.عاش بطل الرواية نصف حياته في أوروبا. واحتوت الرواية على عناصر من التراجيديا والكوميديا في الوقت ذاته.[52]
- أنا الأعلى (1974) للكاتب أوغستو روا باستوس، وتحكي قصة خيالية عن ديكتاتور باراغواي خوسيه جاسبر رودريجيث دي فرانثيا في القرن التاسع عشر. وهي أيضًا تستند إلى وثائق حقيقة وقصص من أشخاص عاشوا حول فرانثيا.[53] تم اشتقاق عنوان الرواية من لقب أطلقه فرانثيا على نفسه وهو الأعلى أو الأعظم.[54] جمعت الرواية بين أساليب سرد مختلفة ومتجانسة حتى اعتبرها الناقد خيرالد مارتين أفضل رواية قبل رواية مائة عام من العزلة لغارثيا ماركيث، بينما يرى نقاد آخرون أن الرواية في بنائها السردي والتاريخي قد تكون أفضل من رواية ماركيث نفسه.
- رواية خريف البطريك (1975) لغابرييل غارثيا ماركيث تحكي قصة ديكتاتور يعيش لأكثر من مائتي عام.[24] وظهرت الديكتاتورية كنوعًا من تمثيل النظام السياسي، حيث يصبح الزعيم شخصًا مثيرًا للاشمئزاز وفاسدًا ومتعطشًا للدماء، وبيده سلطة غير عادية، حيث يخشاه الجمع، وصلت إلى تساؤله عن الوقت، وتمت إجابته، هي طوع لك يا سيدي الجنرال وكما تأمرها تكون. تنقسم الرواية إلى ست أقسام، يحكي كل قسم نفس القصة من وجهة نظر مختلفة. استوحى ماركيث روايته من شخصيات حقيقية متعددة، كان منها جوستابو روخاس بينيا، رئيس كولومبيا ما بين عامي 1953 و1957 والفنزويلي خوان بيثنتي جوميث، مع الجنرال الهندي ساتورنو سانتوس، أحد الشخصيات البارزة في القصة، الذي سخر حياته لخدمة البطريك.[55]
- ذيل الحرباء (1983) للكاتبة لويسا بالينثويلا، وهي تحكي عودة خوان بيرون إلى الأرجنتين في عام 1973 عندما كان الرئيس الأرجنيتني واقعًا تحت تاثير خوسيه لوبيث ريجا الشرير. تتمحور الرواية حول طبيعة العلاقة بين الرجل والمراة خلال فترة الاضطهاد العسكري. وعنوان الرواية ماهو إلا اسم لأحد وسائل التعذيب المستخدمة آنذاك.[56]
- رواية البيرون (1985) لتوماس إلوي مارتينث، واستخدم فيها خليطًا من الحقائق التاريخية والقصص الخيالية والوثائق التي تحكي قصة خوان دومينيجو بيرون. وتعمقت الرواية في تفاصيل حياة بيرون الشخصية والعائلية أكثر من السياسية.[57]
- الجنرال في متاهته (1989) لغابرييل غارثيا ماركيث، وهي قصة خيالية تحكي أحداث الأيام الأخيرة في حكم سيمون بوليفار. وحرر بوليفار فنزويلا وبوليفيا وبيرو والإكوادور من الاستعمار الإسباني. ولكن لم تصور شخصية الجنرال في الرواية كشخصية البطل كما صورها التاريخ، إنما صورت على هيئة الديكتاتور المسن المعتل بدنيًا وذهنيًا.[58]
- حفل التيس (2000) لماريو بارجاس يوسا، وهي تحكي قصة التفاصيل البشعة والدرامية لآخر أيام الطاغية الديكتاتور رافاييل ليونادس تروخيليو في جمهورية الدومينيكان. وعلى الرغم من تحالفه الطويل مع الولايات المتحدة الأمريكية بسبب معاداته للشيوعية، إلا أن الأخيرة تخلت عن دعمها له بعد اكتشاف اختراقاته الصريحة لقوانين حقوق الإنسان.[24] تتناول الرواية الحياة السياسية والاجتماعية في جمهورية الدومنيكان.[24]

## روايات شبيهة برواية الديكتاتور
تُصنف الروايات الأمريكية اللاتينية التي تتناول موضوعات سياسية دون التطرق إلى شخصيات ديكتاتورية على أنها روايات شبيهة برواية الديكتاتور. فرواية كتاب مانويل (1973) لخوليو كورتازار تُعتبر رواية لما بعد الحداثة تحكي الصراعات بين الأحزاب السياسية في جو يستدعي تحليل الظروف الاجتماعية واللغة والأنماط المحيطة. رواية في زمن الفراشات (1994) لخوليا ألباريث، تتناول فيها قصة الأخوات مارابل اللاتي، وبدافع الوطنية، تحولن من كاثوليكات مطيعات إلى معارضات سياسيات لنظام تروخييو المستبد الذي دام ثلاثين عامًا في جمهورية الدومنيكان. تحكي الرواية قصة وفاة الأخوات الغامضة حيث لا يعرف ما الذي حدث لهن. وفي مذكرات حميمة للعزلة (1988) لجيانينا براتشي، تقوم البطلة ماركيتا ستامبر صاحبة المذكرات بقتل قاص حكاية الأزدهار في أمريكا اللاتينية، وذلك لتسلطه الديكتاتوري في رواية النص. في رواية براتشي الأخيرة الولايات المتحدة للموز (2011) يستولي السجين البورتوريكي سيخسموندو على حكم أبيه ملك الولايات المتحدة للموز والذي قام بسجن ابنه لأكثر من مئة عام في سجن تمثال الحرية. أما رواية النجمة البعيدة (1996) لروبرتو بولانيو، فتبدأ في 11 سبتمبر 1973 بانقلاب الجنرال أوغستو بينوشيه على حكم سلفادور أليندي حاكم تشيلي. ويصف الناقد وأستاذ الأدب رايموند ويليماس الروايات السابقة على أنها شبيهة برواية الديكتاتور، فهي روايات سياسية في المجمل، ولكنها تطرح موضوعات تختلف عن موضوعات رواية الديكتاتور.